# 上原正吉
上原 正吉（うえはら しょうきち、1897年（明治30年）12月26日 - 1983年（昭和58年）3月12日）は、日本の実業家、政治家。位階は正三位、勲等は勲一等。参議院議員（5期、自由民主党）。科学技術庁長官（第16代）。
若き頃、大正製薬創業者の石井絹治郎に見出され、以後、懐刀として活動、後に第3代目社長に就任した。また高額納税者番付の常連としても知られ、1964年-1966年、1976年、1977年、1979年の計6回トップを占めた。甥は参議院議長、埼玉県知事を務めた土屋義彦｡

## 来歴・人物
埼玉県北葛飾郡田宮村（現在の杉戸町）に、中学校教師の六男として生まれる。幼くして両親と死別し、高等小学校卒業後兄を頼って上京。1914年、錦城商業学校を卒業する。紡績工場や保育園など数箇所の職場を転々とした後、翌1915年に、6月17日の毎日新聞朝刊に掲載された「大正製薬所（現：大正製薬）」新聞広告を見て応募し、創業者である石井絹治郎にその素質を見出され就職する。入社後、住み込みの丁稚奉公をしながら薬学の知識を得るため石井の母校である明治薬学校（現明治薬科大学）夜間部で学び（1918年卒業）、石井の懐刀として働きまわる。当初は採用に難色を示していた石井であったが、無私無欲な働きぶりからその素養が認められた。1928年に株式会社に改組されると取締役に抜擢され、1940年には副社長となり、戦後の1946年社長に就任する。社長となったのは、石井の死の3年後だった。社長に就任する際、株で半ば強引に乗っ取り、その後、当時多数勤務していた創業者一族である石井家の親族を大幅に解雇するなど、創業者一族である石井家とその親戚筋とは確執がある。自身が取締役を務めていた頃は採用部門も担当していたことから、社内では若手を中心とする「上原派」と称される派閥が形成され、「石井派対上原派」の派閥抗争の様相を呈した。
以後、「ゴッドマザー」と称された妻の小枝（後の終身名誉会長）とともに、お互い庶民の出であったため、閨閥戦略で同族経営に邁進する。「飲まず吸わず遊ばず」をモットーとして無借金経営に徹しながら、問屋を通さない直販体制の整備、栄養ドリンク「リポビタンD」の大ヒットにより、同社を高収益の大企業に成長させた。1973年に社長を長男の昭二に譲り会長となる。
また、三木武吉からの要請を受け1950年の第2回参議院議員通常選挙に日本自由党公認で埼玉県地方区から立候補し当選。以後連続5回当選を果たした。保守合同後は福田派に所属。1965年、第1次佐藤第1次改造内閣で科学技術庁長官として初入閣した他、自由民主党両院議員会長（1974年-1980年）、裁判官弾劾裁判所裁判長を歴任した。
1963年11月に杉戸町上原会館として建物などを寄付したことにより1966年9月17日紺綬褒章受章、寄付の功績顕著として木杯一組台付を賜った。
1968年4月の春の叙勲で勲一等に叙され、瑞宝章を受章、1975年11月の秋の叙勲で旭日大綬章を受章する。
1983年3月12日、死去した。85歳没。同月15日、特旨を以て位記を追賜され、死没日付をもって正三位に叙され、銀杯一組を賜った。

## その他
- 大正製薬の社章「ワシのマーク」について、マークが制定された1955年当時社長であった上原正吉が、自身の出身地である杉戸町の地図上の形を模したという俗説があるが、マークが制定された年代と町域が合致せずこれは明確に誤りである。詳細は大正製薬#ワシのマークを参照。
- 浪曲と演歌が好きで、ラジオ『浪曲天狗道場』（ラジオ東京）、浪曲学校（文化放送）[7]、『演歌の花道』（テレビ東京系）は上原の肝いりにより、大正製薬の一社提供番組として制作されたことで知られる。
- 1983年5月、上原と妻・小枝の寄付で、小枝の郷里でもある静岡県下田市宇土金に上原仏教美術館が開館。その後2000年3月、これに隣接するかたちで次男・昭二の寄付により上原近代美術館が開館。2017年11月、この両者が合併し、上原美術館として再出発。正吉・小枝夫妻の寄贈による仏像や古写経等の仏教美術品、昭二の寄贈による近代絵画コレクションを展示・公開している。